# Голубые озёра (Кабардино-Балкария)
Голубые озёра — группа из 5 карстовых озёр в Черекском районе Кабардино-Балкарии. Находятся примерно в 30 км (по прямой) к югу от Нальчика в долине реки Черек Балкарский, в 6 км выше по течению от места слияния рек Черек Балкарский и Черек-Безенгийский в реку Черек.

## Описание
В составе озёр можно выделить

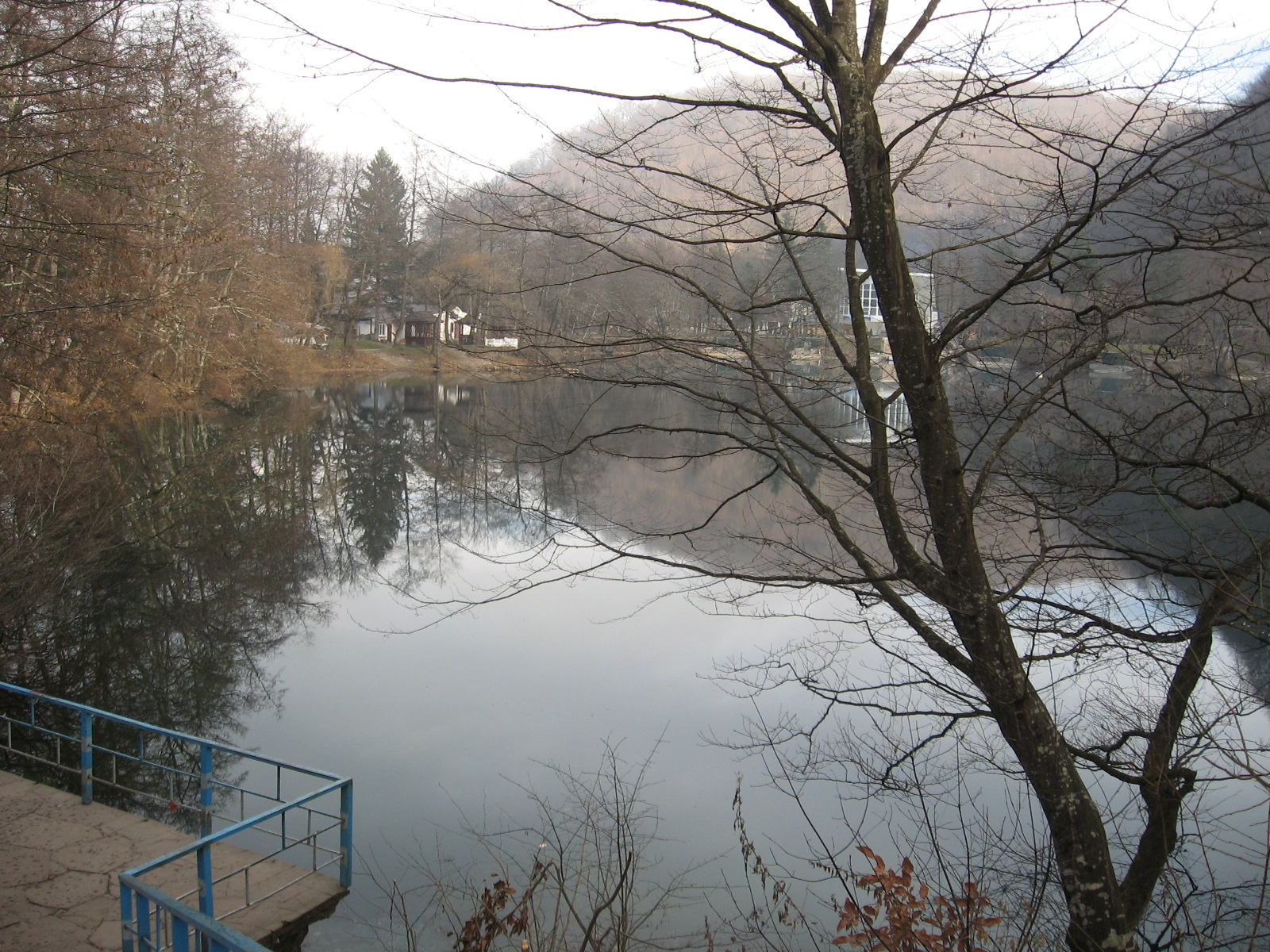
Нижнее Голубое озеро. Общий вид

- Нижнее Голубое озеро (Церик-Кель),
- Верхние Голубое озеро (2)[1]
- Сухое озеро (Кель-Кетчхен)
- Секретное озеро.

Нижнее Голубое озеро имеет зеленовато-голубой цвет и постоянную температуру воды в 9,3 °C. Название озера, Церик-К`ль, переводится с балкарского как «гнилое озеро» и связано с тем, что вода содержит растворённый сероводород. Из-за этого вода имеет специфический запах, напоминающий тухлые яйца. Проточное. Расположено на высоте 809 м над уровнем моря. Площадь озера 0,0216 км² (235×120−180 м). Глубина — 279 м, по новым данным — 292 м, что делает его одним из глубочайших карстовых озёр мира. На берегу находятся турбазы. Сток с озера постоянный и не подвержен сезонным колебаниям. Составляет он примерно 70 млн л воды в сутки. Вода кристально чистая, прозрачная, дно озера просматривается до глубины 22 м. Цвет воды изменчив. При ясной погоде нежно-голубой, а при других погодных условиях меняется на лазурный (из-за содержания сероводорода).
К востоку от озера Церик-Кель расположено Сухое озеро, или Кель-Кетчхен. Котловина озера представляет собой глубокую карстовую шахту с отвесными стенками глубиной 177 м. На дне колодца находится водоем площадью 2500 м², глубиной 5 м. Происхождение Кель-Кетчхен аналогично происхождению озера Церик-Кель: это результат карстовых процессов. В переводе с балкарского Кель-Кетчхен означает «озеро утекло». По преданию, в сухом провале раньше было настоящее озеро с чистой водой. Однажды горы содрогнулись и озеро Кель-Кетчхен исчезло, утекло.
К северу от Кель-Кетчхен в огромной карстовой впадине находится Верхнее Голубое озеро. По сравнению с Церик-Кель, это неглубокое озеро (18 м). Котловина озера напоминает чашу: берега низкие, пологие, наибольшая глубина в центре. Источником питания Верхнего Голубого озера являются в основном атмосферные осадки, поэтому его уровень подвержен колебаниям.
Секретное озеро находится за 200−300 м до Верхнего Голубого озера, высота — 902 м над уровнем моря, наибольшая глубина — 21 м, площадь у озера почти такая же, как у озера Церик-Кель, происхождение карстовое. Поверхностного стока у озера нет, уровень постоянен, питание от подземных вод и атмосферных осадков. В зимнее время года покрывается льдом, летом прогревается до 17−18 °C.
Все 4 озера, кроме Нижнего, сообщающиеся, в них водится белый амур, карп, форель. Согласно одному источнику, в Нижнем озере водится только один представитель фауны — рачок гаммарус, другой источник, также отмечая крайнюю бедность фауны озера Церик-Кель и упоминая обитающего в нём гаммаруса, указывает на небольшое количество пиявок вблизи берегов, бокоплавов и водяных жуков около текущего из озера ручья, водяных клопов и водяных скорпионов в зарослях водных растений и иногда заплывающую в озеро речную форель, ограничивающуюся плаванием в приповерхностном слое.

## Состав озёр
Голубые озёра состоят из пяти водоемов:
- Нижнеголубое (Церик-Гель[12], Цериккель[10])
- Сухое[12] (Кель-Кетчхен)[10]
- Секретное[12][10]
- Верхнеголубые озёра[12] (2 шт.), между которыми проходит дамба.

## Галерея

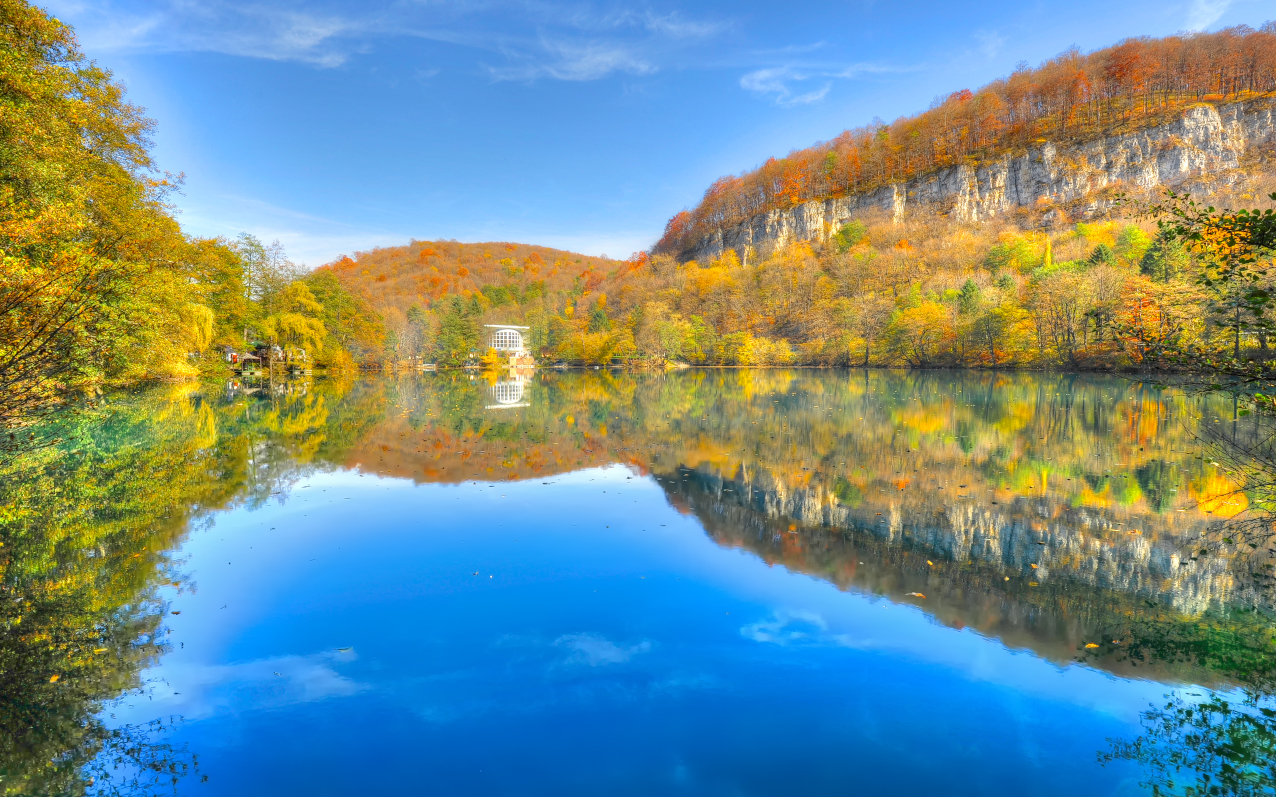
Нижнее Голубое озеро осенью
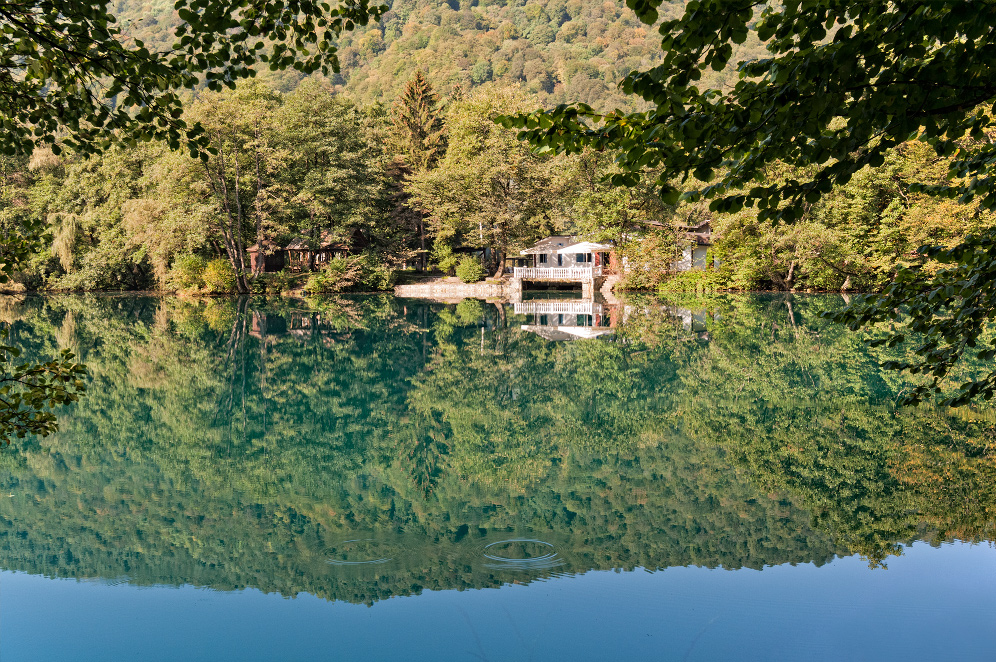
Нижнее Голубое озеро. Сентябрь 2011 г.
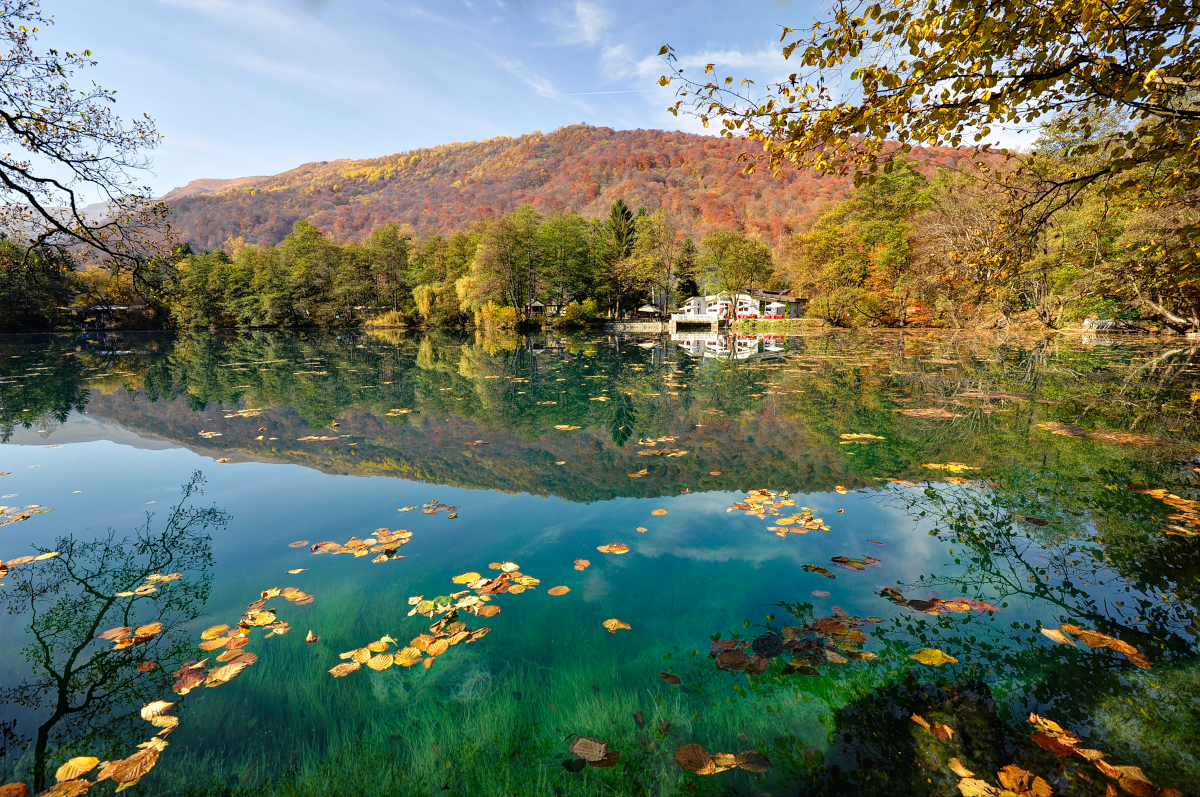
Нижнее Голубое озеро осенью
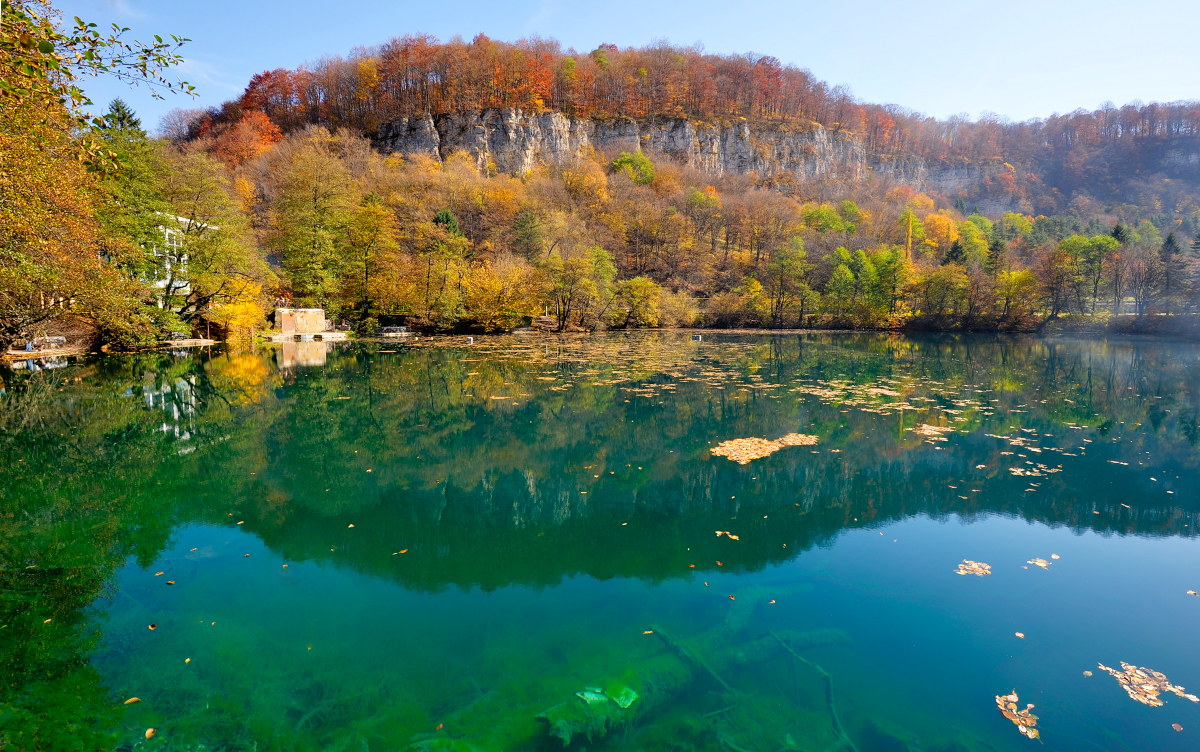
Нижнее Голубое озеро осенью
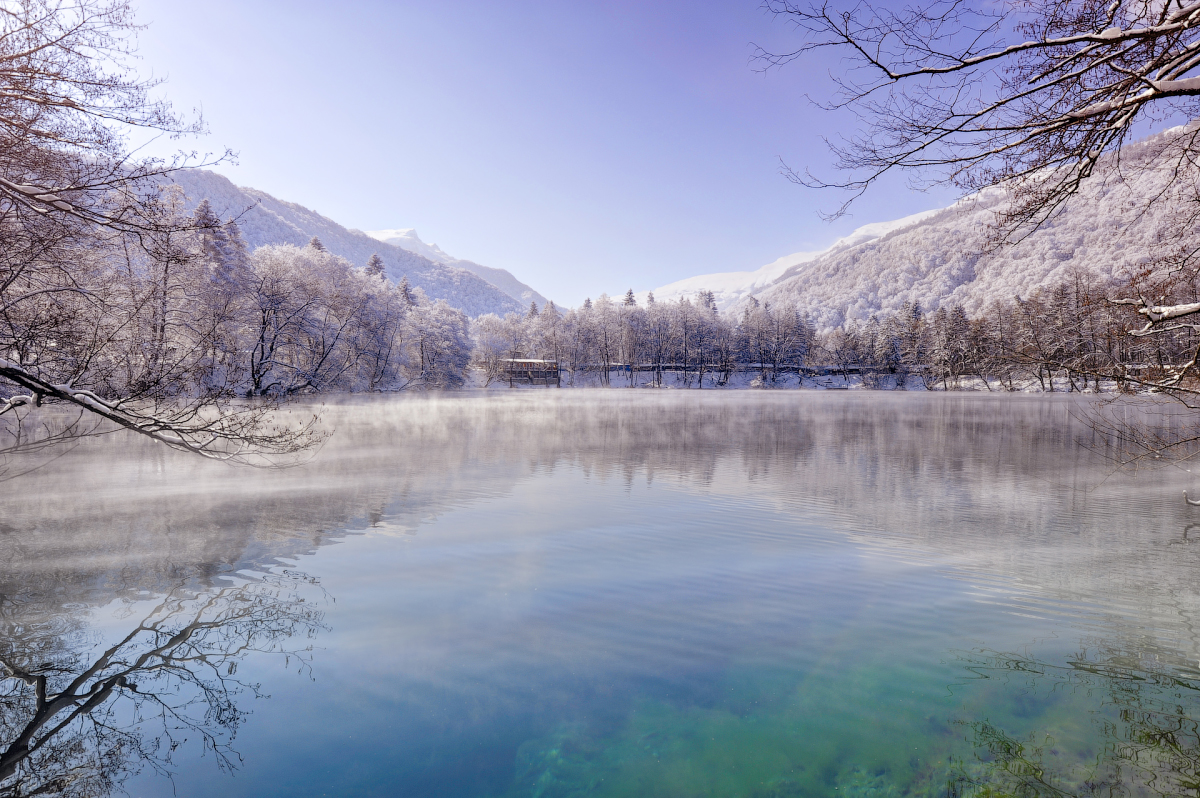
Нижнее Голубое озеро зимой
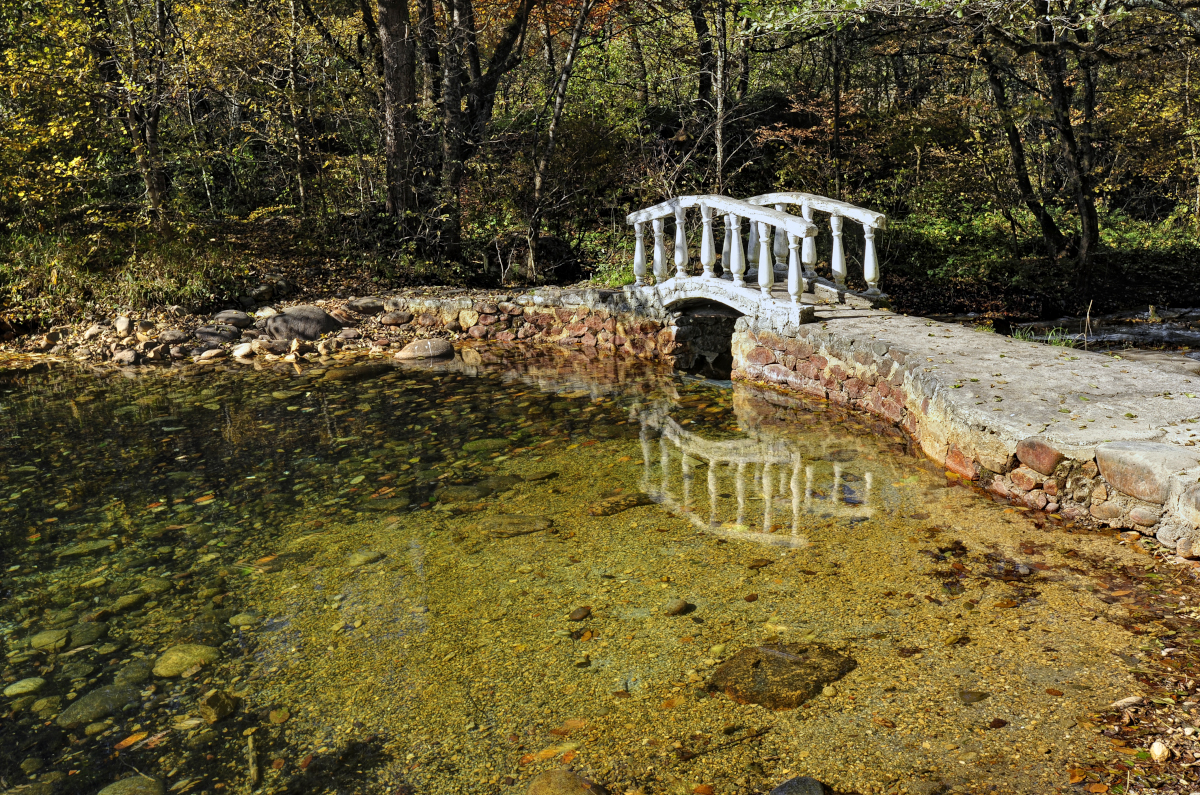
Нижнее Голубое озеро выход воды
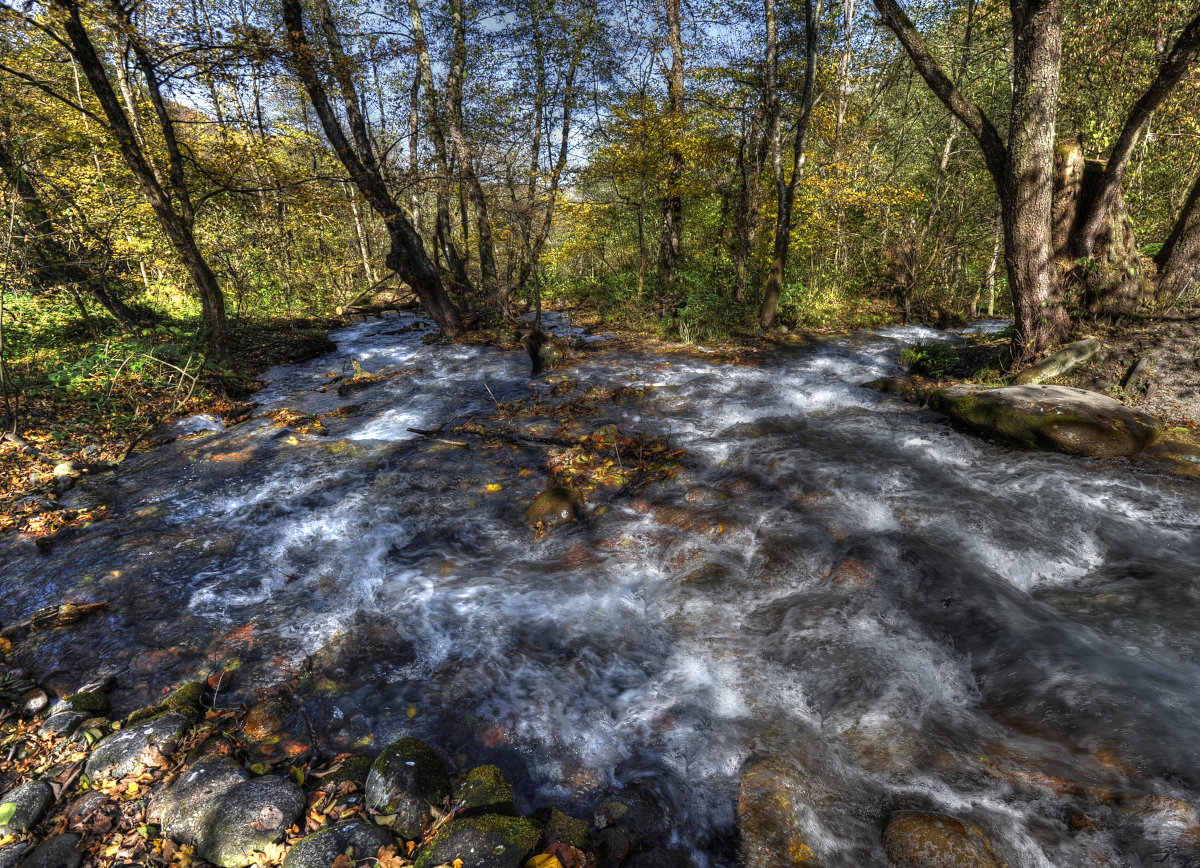
Нижнее Голубое озеро, выход воды
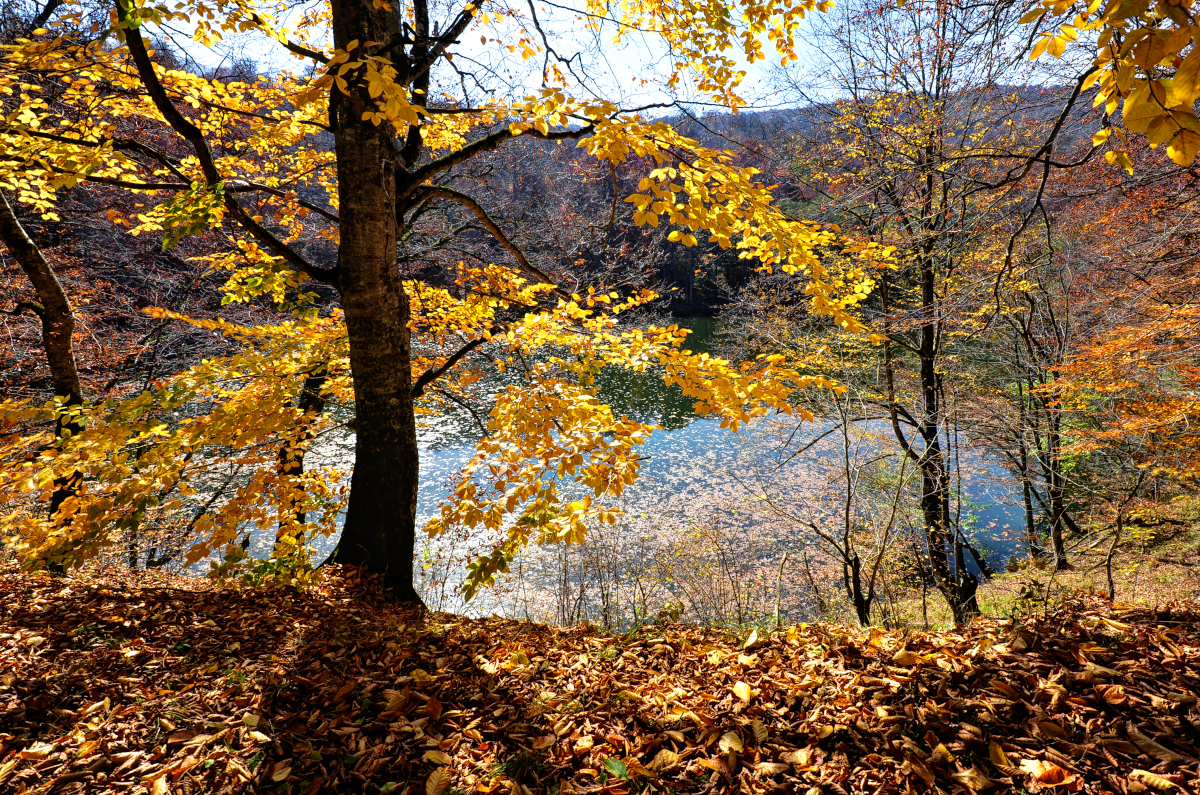
Секретное Голубое озеро осенью
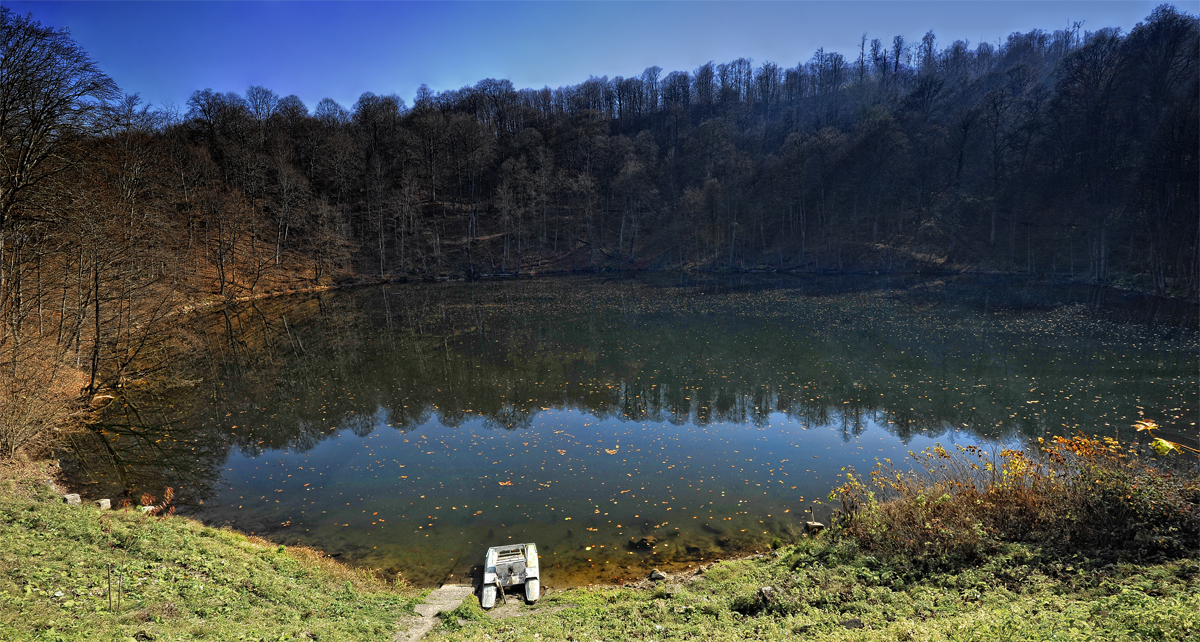
Секретное озеро.
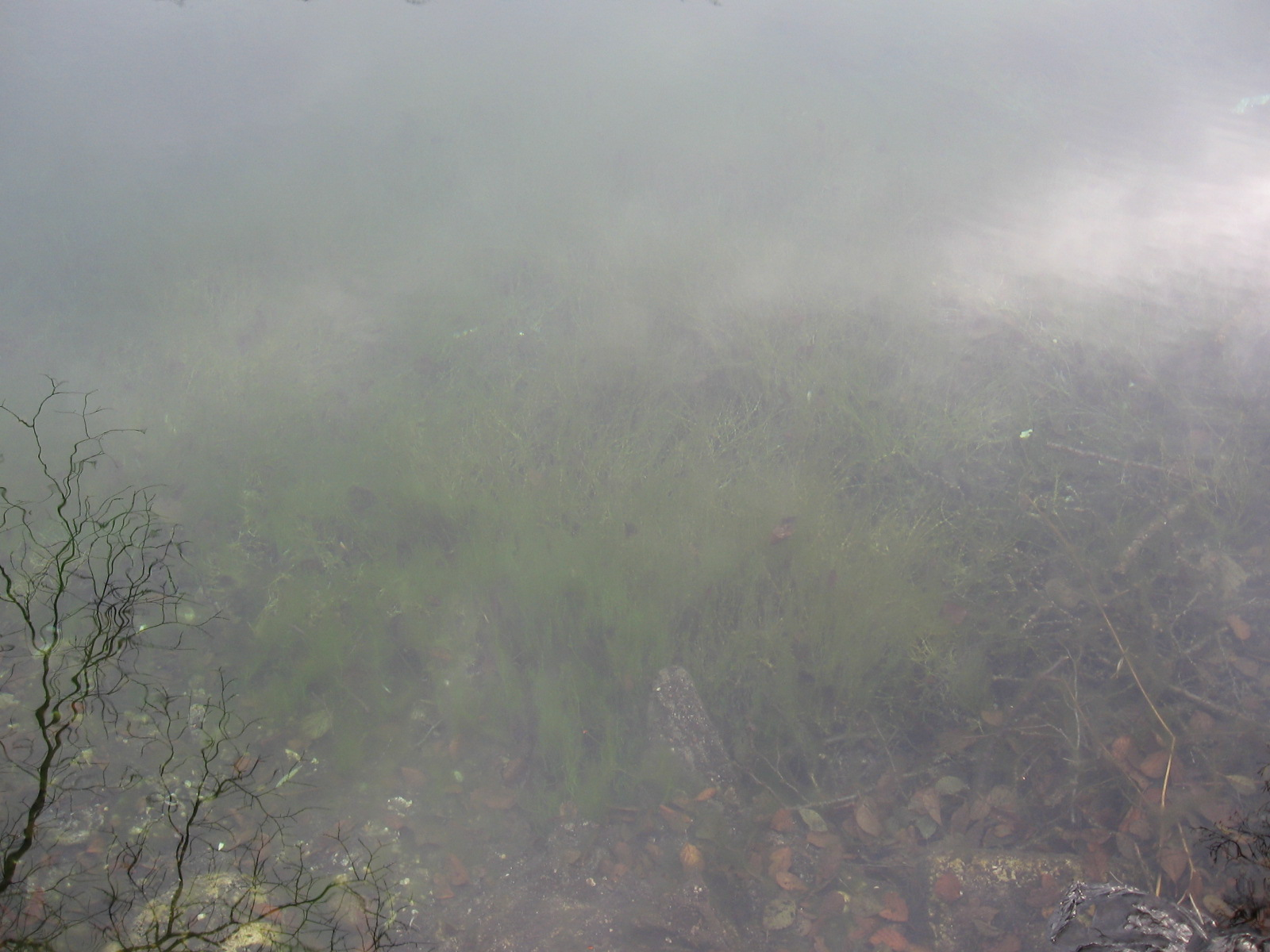
Нижнее Голубое озеро. Флора
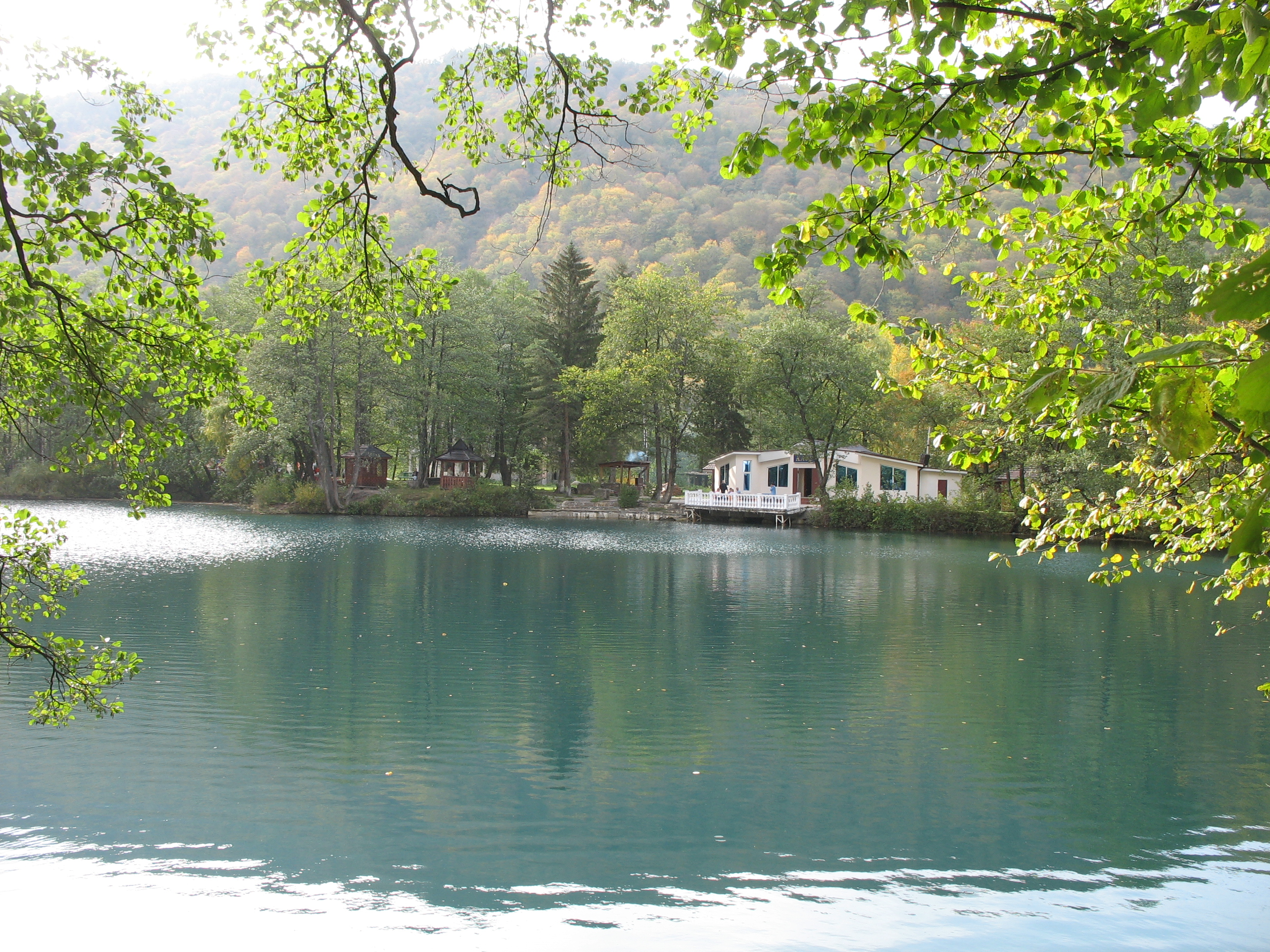
Нижнее Голубое озеро осенью
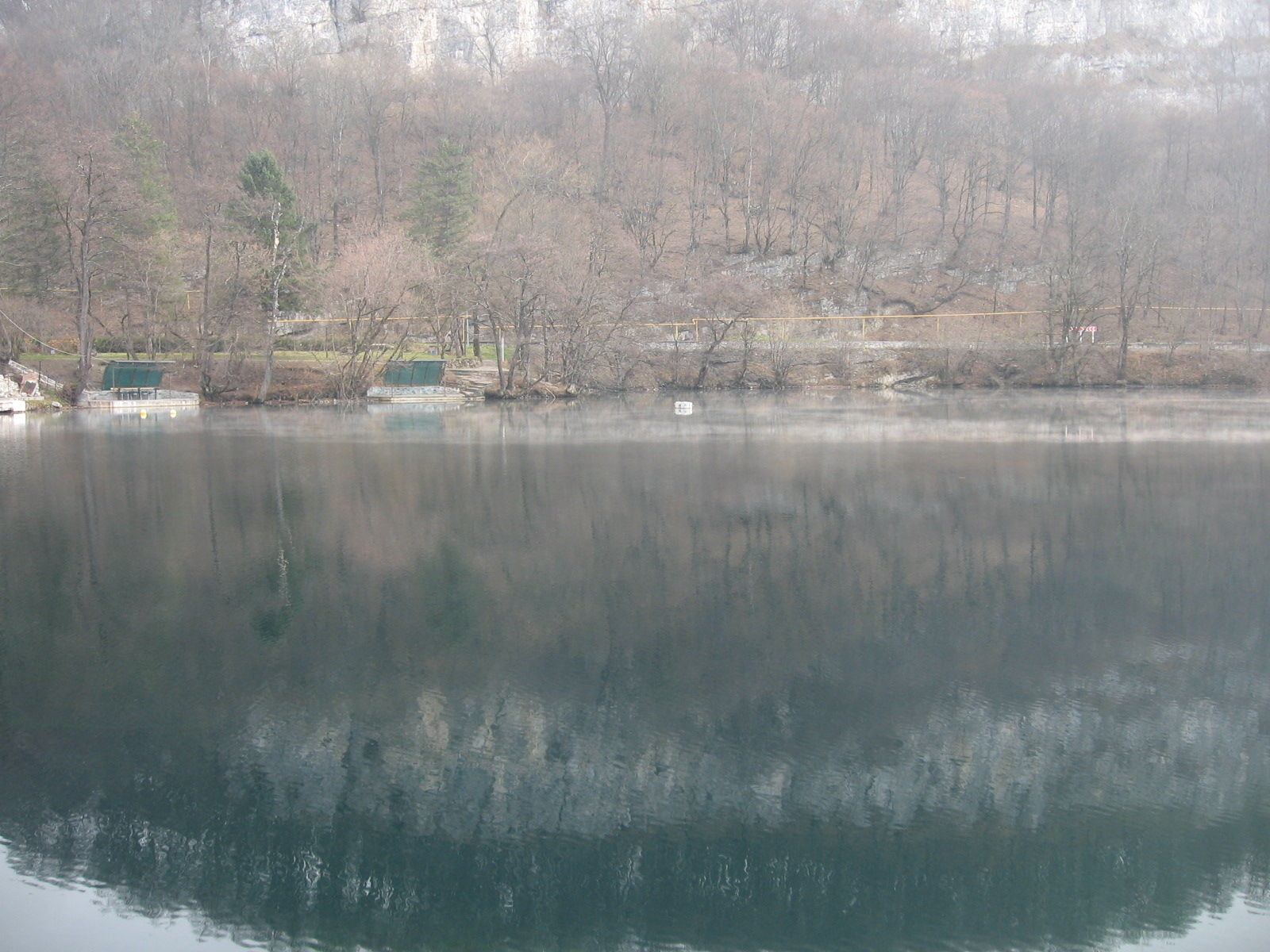
Нижнее Голубое озеро. Вода имеет голубоватый оттенок